# Distretto di Iwase
Il distretto di Iwase (岩瀬郡, Iwase-gun?) è uno dei distretti della prefettura di Fukushima, in Giappone.
Attualmente fanno parte del distretto i comuni di Kagamiishi e Ten'ei.
| Controllo di autorità | VIAF (EN) 149154787 · LCCN (EN) n2008084551 · NDL (EN, JA) 00285093 |